# 4410-es busz
A 4410-es jelzésű autóbuszvonal Debrecen és környéke egyik regionális autóbusz-járata, melyet a Volánbusz Zrt. lát el a város és Nyíracsád között, Vámospércsen keresztül.

## Közlekedése
A járat Hajdú-Bihar vármegye és a Debreceni járás székhelye, Debrecen helyközi autóbusz-állomását köti össze a várostól északkeletre található Nyíracsáddal. Az indítások érintik a Nagyállomást, majd Vámospércsig a 48-as főúton, Debrecenhez tartozó, ritkán lakott területen haladnak. A csak idáig közlekedő járatok a vámospércsi buszfordulóhoz is betérnek, a többi indítás északnak fordul, Nyírmártonfalva felé. Visszafelé a járatok feltárják a települést, Nyíracsád felé csak áthaladnak. Végállomása a nyíracsádi főtéren van.
Mivel a két település között nincs vasúti összeköttetés, a járat napi fordulószáma magasnak mondható.

## Megállóhelyei
| 0  | Debrecen, autóbusz-állomás végállomás  | 29 | 5, 5A 10, 10A, 10Y, 46, 46H, 46E, 146 1301, 1343, 1344, 1372, 1373, 1374, 1432, 1440, 1441, 1443, 1444, 1446, 1447, 1449, 1450, 1501, 4225, 4304, 4323, 4324, 4400, 4401, 4402, 4403, 4405, 4406, 4407, 4408, 4412, 4413, 4414, 4416, 4420, 4421, 4422, 4423, 4430, 4431, 4432, 4434, 4438, 4440, 4445, 4446, 4450, 4451, 4452, 4453, 4459, 4460, 4461, 4463, 4464, 4466, 4475, 4477, 4502, 4506, 4512, 4521 |
| 1  | Debrecen, vasútállomás                 | 28 | 1, 2 10, 10A, 10Y, 16, 18, 18Y, 21, 30, 30A, 30I, 30N, 37, 39, 42, 42A, 43, 44, 46, 46H, 46E, 47, 47Y, 48, 146, Airport1 1374, 1432, 1440, 1441, 1449, 1501, 4225, 4304, 4323, 4324, 4400, 4401, 4402, 4403, 4405, 4406, 4407, 4408, 4412, 1143, 4414, 4416, 4420, 4421, 4422, 4423, 4430, 4431, 4432, 4434, 4438, 4502, 4512 S506 sebesvonat, gyorsvonat, IC, EC, expresszvonat                             |
| 2  | Debrecen, Faraktár utca                | 27 | 5, 5A 16, 21, 37, 43, A1 4225, 4304, 4400, 4401, 4402, 4405, 4406, 4407, 4408, 4412, 4413, 4414, 4416, 4502 |
| 3  | Debrecen, Mák utca                     | 26 | 25, 25Y, 37, 41, 41Y, 45, 125 4407, 4412, 4413, 4414, 4416, 4502 személyvonat |
| 4  | Debrecen, Szabadság telep              | 25 | 11, 11G, 25, 25Y, 37, 41, 41Y, 45, 125, 125Y 4407, 4412, 4413, 4414, 4416, 4502 |
| 5  | Debrecen, Veres Péter utca             | 24 | 11, 23Y, 25Y, 37, 45, 125, 125Y 4407, 4412, 4413, 4414, 4416, 4502 |
| 6  | Kondorosi csárda                       | 23 | 37 4407, 4412, 4413, 4414, 4416, 4502 |
| 7  | Fancsika                               | 22 | 37 4407, 4412, 4413, 4414, 4416, 4502 Zsuzsi Erdei Vasút |
| 8  | Csereerdő (6,8-as km-tábla)            | 21 | 37 4407, 4412, 4413, 4414, 4416, 4502 személyvonat, Zsuzsi Erdei Vasút |
| 9  | Debrecen (Nagycsere), iskola           | 20 | 37 4407, 4412, 4413, 4414, 4416, 4502 |
| 10 | Debrecen (Nagycsere), fatelep          | 19 | 37 4407, 4412, 4413, 4414, 4416, 4502 személyvonat |
| 11 | Debrecen (Nagycsere), orvosi rendelő   | 18 | 37 4407, 4412, 4413, 4414, 4416, 4502 |
| 12 | Debrecen (Haláp), útőrház              | 17 | 37 4407, 4412, 4413, 4414, 4416, 4502 |
| 13 | Debrecen (Haláp), csárda               | 16 | 37 4407, 4412, 4413, 4414, 4416, 4502 |
| 14 | Debrecen (Haláp), lakótelep            | 15 | 37 4407, 4412, 4413, 4414, 4416, 4502 |
| 15 | Hármashegyalja                         | 14 | 4407, 4412, 4413, 4414, 4416, 4502 |
| 16 | 16,8-as km-tábla                       | 13 | 4407, 4412, 4413, 4414, 4416, 4502 |
| 17 | Vámospércs, Báthori kert               | 12 | 4407, 4412, 4413, 4414, 4416, 4502 |
| 18 | Vámospércs, Debreceni utca             | 11 | 4407, 4412, 4413, 4414, 4416, 4502 |
| 19 | Vámospércs, autóbusz-forduló           | 10 | 4414, 4416, 4424, 4502 |
| 20 | Vámospércs, Kossuth utca               | 9  | 4407, 4412, 4413 |
| 21 | Vámospércs, Újtemető                   | 8  | 4407, 4412, 4413 |
| 22 | Nyírmártonfalva, Tanyai település 4905 | 7  | 4407, 4412, 4413 |
| ∫  | Nyírmártonfalva, Rákóczi utca 13.      | 6  | 4407, 4412, 4413 |
| ∫  | Nyírmártonfalva, Rákóczi utca 45.      | 5  | 4407, 4412, 4413 |
| 23 | Nyírmártonfalva, községháza            | ∫  | 4407, 4412, 4413 |
| ∫  | Nyírmártonfalva, Debreceni utca        | 4  | 4407, 4412, 4413 |
| 24 | Nyírmártonfalva, Kossuth utca          | ∫  | 4407, 4412 |
| ∫  | Nyírmártonfalva, Acsádi utca           | 3  | 4407, 4412, 4413 |
| 25 | Nyíracsád, Balkányi rész               | 2  | 4407, 4412 |
| 26 | Nyíracsád, Kassai utca                 | 1  | 4407, 4412 |
| 27 | Nyíracsád, Főtér végállomás            | 0  | 4407, 4412, 4469 |